# 루돌프 1세 (독일)
루돌프 1세(독일어: Rudolf I. 1218년 5월 1일 ~ 1291년 7월 15일)는 합스부르크 왕가 최초의 로마 왕이다. 슈바벤 지방의 백작으로 태어났으나, 오스트리아 공작과 슈타이어마르크 공작의 자리에 올랐다. 이후 합스부르크 왕가는 600여년 동안 두 지방을 지배하며 유럽 최고의 권력가로 떠올랐다.
신성로마제국 황제와 독일 왕, 스페인 왕을 배출한 합스부르크 왕가의 선조였다. 또한 바이에른 출신 루트비히 4세의 외할아버지도 된다.

## 젊은 시절
루돌프 1세는 합스부르크 백작 알브레히트 4세의 장남으로 태어났다. 그가 18세가 되었을 때 아버지가 죽고 오늘날의 스위스 슈바벤 지방에 있는 합스부르크 성과 그 주변의 영지를 물려받았다. 1254년 호엔베르크 백작의 딸 게르트루드와 결혼하여 슈바벤 지방의 유력한 귀족으로 떠올랐다.
루돌프는 대부인 신성 로마 황제 프리드리히 2세를 자주 방문하여, 황제와 그의 아들 콘라트 4세와 친분을 맺었다. 루돌프는 1254년 콘라트 4세의 즉위를 반대했던 교황 인노첸시오 4세에게 파문을 당했다.

## 독일 왕
이 무렵 호엔슈타우펜 왕조가 몰락하고 제국이 공위 시대에 접어들었다. 또한 당시 슈바벤 공국은 공중분해되어 여러 작은 귀족령으로 갈라져 있었다. 루돌프는 이 기회를 이용해 아내의 호엔베르크 영지, 외삼촌의 퀴부르크 영지를 획득하고, 슈트라스부르크 주교령과 바젤 등의 영지를 구입하여 광대한 영토를 지배하게 되었다. 이로서 루돌프는 제국 남서부에서 가장 강력한 귀족으로 떠올랐다.
1273년 독일 왕 콘월의 리처드가 죽고 다음 왕을 선출하기 위한 회의가 열렸다. 루돌프 1세는 친구인 뉘른베르크 백작 프리드리히 3세의 도움을 받는 한편, 반대파인 작센 공작 알브레히트 2세와 팔츠 선제후 루트비히 2세에게는 자신의 딸들을 약혼시켜 매수했다. 이로서 루돌프의 반대자는 슈바벤의 필립의 외손자인 보헤미아의 오타카르 2세 밖에 남지 않게 되었다. 루돌프는 7표의 만장일치를 얻어 독일 왕 루돌프 1세로 선출되었다.
독일 왕이 신성 로마 황제로 즉위하기 위해서는 교황의 주관으로 대관식을 치러야 했다. 루돌프는 로마를 포함한 교황령과 시칠리아 섬에 대한 모든 권리를 교황에게 넘겨주고 십자군 원정을 약속했다. 교황 그레고리오 10세는 그 보답으로 루돌프 1세를 승인하고, 카스티야의 알폰소 10세(슈바벤의 필립의 또다른 손자)에게도 루돌프 1세를 승인할 것을 강요했다.
1274년 뉘른베르크에서 열린 제국 회의에서 프리드리히 2세가 갖고 있던 황제 직할령을 모두 돌려주는 법안이 의결되었다. 그러나 오타카르 2세는 바벤베르크 출신의 아내를 통해 얻은 오스트리아, 슈타이어마르크, 케른텐 등의 공작령을 넘겨주는 것을 거부했다. 루돌프 1세는 바벤베르크 가문에 남자 후계자가 끊어졌음을 들어 오타카르 2세에게 영지의 상속권이 없음을 선언했고, 1276년 그에게 전쟁을 선포했다. 루돌프는 오타카르의 동맹이었던 바이에른 공작 하인리히 9세를 설득하여 동맹을 맺었다. 전쟁에 패한 오타카르 2세는 오스트리아와 슈파이어마르크 그리고 케른텐을 루돌프에게 넘겨주었다. 루돌프는 오타카르와 화해하기 위해 그를 보헤미아의 왕으로 재임명하고 자신의 딸을 오타카르의 아들과 약혼시켰다. 그러나 오타카르는 루돌프가 협약을 지키지 않는다고 생각했고, 폴란드와 독일의 일부 귀족들, 그리고 옛 동맹인 하인리히 9세와 다시 동맹을 맺어 루돌프를 공격했다. 이에 맞선 루돌프는 헝가리와 동맹을 맺어 오타카르와 전쟁을 벌였다. 오타카르 2세는 1278년 전사했다.
오스트리아와 주변 영지를 획득한 루돌프는 오스트리아와 슈타이어마르크를 각각 두 아들 알브레히트와 루돌프 2세에게 상속시켜, 두 공국을 합스부르크 가문의 영지로 만들었다. 이 과정에서 영지의 귀족들이 저항했으나 루돌프는 힘으로 이를 억눌렀다. 또한 아들 알브레히트를 콘라딘의 죽음 이후 이름뿐인 작위가 된 슈바벤 공작에 앉혔다.
신성 로마 제국의 제후들은 루돌프가 획득한 모든 영지를 합스부르크 가가 전부 소유하는 것을 탐탁치 않게 여겼다. 동맹들에게 보상하기 위해 루돌프는 오타카르에게서 빼앗은 케른텐 공국을 알브레히트의 장인 마인하르트 백작에게 봉했다.
1291년에는 아들 알브레히트를 독일 왕에 즉위시키려 했으나, 합스부르크 왕가가 지나치게 강력해지는 것을 경계한 선제후들의 반대로 실패했다.

## 죽음
루돌프 1세는 1291년 7월 15일 슈파이어에서 죽었다. 많은 자식을 두었으나 성인이 되어 살아남은 아들은 알브레히트 한명 뿐이었다. 그의 사후 독일 왕에는 나사우 백작 아돌프가 즉위했고, 알브레히트는 나사우 백작의 뒤를 이어 독일 왕으로 즉위했다.
바이에른의 공작으로 후일 신성로마 황제로 즉위하는 루트비히 4세는 그의 딸 마틸다의 아들이었다.
| 루돌프 1세 (독일) 합스부르크 가문출생: 1218년 사망: 1291년 |                                                                  |                                |
| 작위                                                       |                                                                  |                                |
| 이전 리하르트, 알폰스 (경쟁 왕)                            | 독일 왕 1273년 – 1291년 with 알폰스 - 도전자로서 (1273년–1275년) | 이후 아돌프                    |
| 이전 오토카르                                              | 크라인 및 케른텐 공작 1276년–1286년                              | 이후 마인하르트                |
| 이전 오토카르                                              | 오스트리아 및 슈타이어마르크 공작 1278년–1282년                  | 이후 알브레히트 1세 루돌프 2세 |
| 이전 알브레히트 4세                                        | 합스부르크 백작 1239년-1291년 With: 루돌프 5세 (1282년-1283년)   | 이후 알브레히트 5세 루돌프 6세 |